# Сесјер
Сесјер (фр. Cessières) насеље је и општина у североисточној Француској у региону Пикардија, у департману Ен (Пикардија) која припада префектури Лаон.
По подацима из 2011. године у општини је живело 482 становника, а густина насељености је износила 46,57 становника/km². Општина се простире на површини од 10,35 km². Налази се на средњој надморској висини од 132 метара (максималној 188 m, а минималној 67 m).

## Демографија
| 1962. | 1968. | 1975. | 1982. | 1990. | 1999. | 2011. |
| ----- | ----- | ----- | ----- | ----- | ----- | ----- |
| 253   | 254   | 247   | 288   | 416   | 437   | 482   |

График промене броја становника у току последњих година